# Split SeaWolves
Split Sea Wolves klub je američkog nogometa osnovan u Splitu 7. ožujka 2008. Na osnivačkoj skupštini usvojen je statut i ime kluba, a za predsjednika je izabran Dino Bajrić. Morski Vukovi time su postali treći hrvatski klub američkog nogometa. Prve utakmice bile su humanitarnog karaktera, a odigrane su u sklopu Charity Bowla.
2009. godine klub se uključio u tek osnovano prvenstvo Hrvatske u beskontaktnoj verziji američkog nogometa, tzv. flag football. Prva pobjeda u službenim natjecanjima ostvarena je u drugom kolu prvenstva 30. svibnja u Bjelovaru nad domaćom momčadi rezultatom 19:26. Premijerna sezona u Hrvatskoj Flag Football Ligi (HFFL) završena je na posljednjem mjestu s omjerom 2-1-9. 
2010. godina označila je najteže klupsko razdoblje obzirom na odlazak velikog broja starijih igrača, te još uvijek neadekvatne uvjete za provedbu trenažnih procesa, što se preslikalo i na konačni plasman u sklopu HFFL-a, gdje je još jednom sezona završena na zadnjem mjestu. Ulaskom nova dva kluba u ligu, HFFL je dobio veći i ozbiljniji format.
U sezoni 2011. uprava u sastavu Dino Bajrić, Mario Penić i Ante Guć radi veliki korak u stabilizaciji kluba prebacivanjem treninga u kvart Kila, na teren dimenzijama adekvatan za održavanje natjecanja. Poboljšanje uvjeta odrazilo se na ostvarenom uspjehu u HFFL-u gdje su Morski Vukovi došli do finala prvenstva i kupa Hrvatske. Od 2011. klub se proširio i formirao tackle momčad.
Nastupali su u hrvatskom kupu u flag fotballu 18. rujna 2011. te u završnici postigli 2. mjesto. Momčad Ogulin Knights bolje se snašla u tijesnoj završnici i time upisala svoje ime u povijest premijernog izdanja kupa.
Playoff Hrvatske Flag Football lige 2. listopada 2011. održao se na SRC NK Blato. Splićani su za ulazak u poluzavršnicu svladali Sv. Nedelja Vikingse, a u poluzavršnici pobijedili su Bjelovar Greenhornse. Unatoč vodstvu Wolvesa od 21:0, Knightsi čvrstom obranom okrenuli su susret te rezultatom 33:27 postali prvaci Hrvatske. Splićani završavaju sezonu kao finalisti kupa i doigravanja, te mogu biti zadovoljni prikazanom atraktivnom igrom i razvojem igrača.
2012. klub je dobio veliku pomoć od suosnivača Brandona Hoybacha u obliku prve klupske opreme HiS Print Ministries. Tako je napravljen i prvi kamp američkog nogometa na kojem su nastupili treneri iz Texasa i podučili članove kluba.
2013. klub je nastupao na novom flag prvenstvu Hrvatske i osvojio treće mjesto, izborivši u regularnom djelu sezone doigravanje koje su i sami organizirali uz pomoć Eurotima, Last minute rent-a-cara i ostalih sponzora. Sea Wolvesi su ušli u doigravanje na 4. mjestu, te na kraju izborili 3. mjesto, s jednim porazom, jednim nerješenim rezultatom i jednom pobjedom u međusobnim omjerima.
U jesen 2013. momčad je igrala trokut turnir Arena football lige s Brčko District Giantsima i Sarajevo Spartansima. Arena football je kontakt verzija s 8 igrača na svakoj strani, manjim i užim terenom i bez specijalnih timova. Nakon dva turnira u Sarajevu, u Splitu se igralo doigravanje između Sea Wolvesa i Spartansa. Pobijedili su Spartansi rezultatom 15:13. 
2014. Wolvesi su krenuli s Alpe Adria Football Ligom.

## Vanjske poveznice
- Split Sea Wolves Official Page
- Split Sea Wolves Official Facebook Page
- Splitski Dnevnik - Morski Vukovi postali prvi dvostruki prvaci Hrvatske u američkom nogometu  Arhivirana inačica izvorne stranice od 1. svibnja 2018. (Wayback Machine)
- Telesport - Družba Morskih vukova
- 24Sata - Morski Vukovi prvaci Hrvatske 2016.
- Sport Klub - Američki nogomet u Hrvatskoj
- SportNet - Nastavak razvoja Split Sea Wolvesa  Arhivirana inačica izvorne stranice od 7. ožujka 2021. (Wayback Machine)
- [neaktivna poveznica]